# Kris Doolan
Kris Doolan (* 11. Dezember 1986 in Irvine) ist ein schottischer Fußballspieler, der beim FC Arbroath spielt.

## Karriere
Kris Doolan begann seine Karriere bei den Kello Rovers und Auchinleck Talbot. Im Januar 2009 wechselte er zum schottischen Zweitligisten Partick Thistle, nachdem er ein Probetraining erfolgreich absolviert hatte. Sein Debüt für die Jags aus Glasgow gab der Stürmer im schottischen Pokal gegen Inverness Caledonian Thistle im Januar 2009. Im gleichen Monat erzielte Doolan im Ligaspiel gegen Queen of the South sein erstes Profitor. Von Februar bis Mai 2010 wurde er an den schottischen Drittligisten FC Clyde verliehen. Nach seiner Rückkehr wurde er bei Thistle Torschützenkönig in der Zweitligaspielzeit 2010/11. Im Jahr 2013 unterlag Doolan mit seinem Verein im Finale des Challenge Cup gegen Queen of the South. In derselben Saison gelang als Meister der Aufstieg in die Scottish Premiership. Auch hier zeigte er sich in den folgenden Jahren sehr treffsicher und traf meist zweistellig in den jeweiligen Spielzeiten. Nach Beendigung der Saison 2014/15 hatte Doolan in fünf aufeinander folgenden Jahren mindestens zehn Treffer erzielt, womit er einen Rekord des Vereins aus den 1950er Jahren überbot.

## Erfolge
- Schottischer Zweitligameister: 2013

- Torschützenkönig in der Zweiten Liga: 2011